# Danmark ved sommer-OL 2008
Danmark deltog i sommer-OL 2008 i Beijing, Kina. Dette er en liste over kvalificerede atleter. Team Danmark havde et mål om, at de hjemførte syv medaljer, der dog ikke var specificeret nærmere på karaten. 
Team Danmark mente, at Danmark havde store chancer for at få medaljer i brydning, cykling, håndbold, ridning, atletik, badminton og sejlads, men håbede også på at se bordtennis og triathlon på podiet.

## Medaljevindere
| Medalje | Navn                                                                                           | Sport         | Konkurrence                 |
| ------- | ---------------------------------------------------------------------------------------------- | ------------- | --------------------------- |
| Guld    | Mads Christian Kruse Andersen Eskild Ebbesen Thomas Ebert Morten Jørgensen                     | Roning        | Letvægtsfirer mænd          |
| Guld    | Martin Kirketerp Jonas Warrer                                                                  | Sejlsport     | 49er                        |
| Sølv    | Casper Jørgensen Jens-Erik Madsen Michael Mørkøv Alex Nicki Rasmussen Michael Færk Christensen | Cykling       | Holdforfølgelsesløb mænd    |
| Sølv    | Kim Wraae Knudsen René Holten Poulsen                                                          | Kano og kajak | K-2 1000 m mænd             |
| Bronze  | Andreas Helgstrand Nathalie zu Sayn-Wittgenstein Anne van Olst                                 | Hestesport    | Hold dressur                |
| Bronze  | Lotte Friis                                                                                    | Svømning      | 800 m fri kvinder           |
| Bronze  | Rasmus Quist Mads Reinholdt Rasmussen                                                          | Roning        | Letvægtsdobbeltsculler mænd |

## Kvalificerede atleter

### Atletik
- Joachim B. Olsen, kuglestød, kvalificeret med et kast på 20,21 m i Odense, 2007
- Christina Scherwin, spydkast, kvalificeret med et kast på 59,94 m i Odense, 2007
- Morten Jensen, længdespring, kvalificeret med et spring på 8,10 m på Kreta, 2008

### Badminton
- Peter Gade, single (mænd), kvalificeret som nr. 8 på verdensranglisten, 1. maj 2008.
- Kenneth Jonassen, single (mænd), kvalificeret som nr. 5 på verdensranglisten, 1. maj 2008
- Tine Rasmussen, single (kvinder), kvalificeret som nr. 6 på verdensranglisten, 1. maj 2008
- Jens Eriksen og Martin Lundgaard Hansen, double (mænd), kvalificeret som nr. 12 på verdensranglisten, 1. maj 2008
- Lars Paaske og Jonas Rasmussen, double (mænd), kvalificeret som nr. 7 på verdensranglisten, 1. maj 2008
- Kamilla Rytter Juhl og Lena Frier Kristiansen, double (kvinder), kvalificeret som nr. 13 på verdensranglisten, 1. maj 2008
- Thomas Laybourn og Kamilla Rytter Juhl, mixed double, kvalificeret som nr. 9 på verdensranglisten, 1. maj 2008

### Bordtennis
- Michael Maze, single (mænd).

### Brydning
- Mark O. Madsen, Græsk-romersk brydning, 66-74 kg.
- Anders Nublom, Græsk-romersk brydning, under 55 kg.

### Bueskydning
- Nils Dall, individuel (mænd), kvalificeret som nr. 14 i VM i Leipzig 2007.
- Louise Klingenberg Laursen, individuel (kvinder), kvalificeret som nr. 33 ved VM.

### Cykling
- Klaus Nielsen, mountainbike[4]
- Henrik Baltzersen, BMX.
- Michael Færk Christensen, hold 4000 m
- Casper Jørgensen, hold 4000 m
- Jens-Erik Madsen, hold 4000 m
- Michael Mørkøv, banecykling
- Jakob Fuglsang, mountainbike
- Daniel Adelhard Kreutzfeldt, pointløb
- Alex Nicki Rasmussen, banecykling
- Trine Schmidt, pointløb
- Amanda Sørensen, BMX.
- Chris Anker Sørensen, landevej.
- Nicki Sørensen, landevej.
- Brian Bach Vandborg, landevej.
- Linda Villumsen, landevej.

### Håndbold
- Herrelandsholdet

### Kano og kajak
- Kasper Bleibach, enerkajak 500m (mænd), kvalificeret som vinder af EM i Milano, maj 2008.
- Henriette Engel Hansen, enerkajak 500 m (kvinder), kvalificeret som vinder af B-finalen ved EM i Milano, maj 2008.
- Kim Vraae Knudsen og René Holten Poulsen, toerkajak 1000 m (mænd), kvalificeret som vinder af EM i Milano, maj 2008

### Ridning
- Peter Tersgov Flarup, military.
- Andreas Helgstrand, dressur
- Anne van Olst, dressur
- Nathalie zu Sayn Wittgenstein, dressur

### Roning
- Mads Rasmussen og Rasmus Quist, letvægtsdobbeltsculler (mænd)
- Juliane Rasmussen og Katrin Olsen, letvægtsdobbeltsculler (kvinder)
- Morten Jørgensen, Eskild Ebbesen, Thomas Ebert og Mads Kruse-Andersen, letvægtsfirer (mænd)
- Thomas Larsen og Morten Ølgaard, toer uden styrmand.

### Sejlsport
- Bettina Honoré, windsurfing.
- Martin Kirketerp og Jonas Warrer, 49er
- Jonas Høgh-Christensen, finnjolle.
- Jonas Kældsø, windsurfing.
- Anders Nyholm,laser.

### Skydning
- Anders Christian Golding, skeetskydning.

### Svømning
- Jakob Schiøtt Andkjær, 50 m og 100 m fri (mænd).
- Chris Christensen, 200 m brystsvømning (mænd).
- Lotte Friis, 400 m og 800 m fri (kvinder)
- Mads Glæsner, 1500 m fri (mænd).
- Julie Hjorth-Hansen, 200 m fri (kvinder), 200 m brystsvømning (kvinder).
- Jeanette Ottesen, 100 m fri (kvinder) og 100 m butterfly (kvinder).
- Jon Rud, 400 m fri (mænd).

### Tennis
- Caroline Wozniacki, single (kvinder).

### Trampolin
- Peter Jensen.

### Triathlon
- Rasmus Henning.